# Oriana Milazzo
Oriana Maria Rita Milazzo (Caltanissetta, 22 giugno 1991) è un'ex cestista italiana.
Alta 165 cm, è stata playmaker in Serie A1 con l'Acer Priolo e nell'Italia under 20.

## Biografia
Nel 2011 prova i test per entrare a medicina e si trasferisce nel Lazio, dove gioca a Pomezia. Nel 2013 torna in Sicilia per entrare in un convento nei pressi di Alcamo, secondo quanto ha affermato il suo ex allenatore, Santino Coppa, in un'intervista.
Il 13 Maggio 2019 diventa ufficialmente suora di clausura con il nome di Suor Chiara Luce.

## Carriera

### Club
La Milazzo viene tesserata giovanissima dalla Lazùr. È allenata da Saška Aleksandrova ed è campionessa provinciale e regionale allieve nel 2002-03. Due stagioni dopo, nel 2004-05, ancora con la Lazùr vince il titolo regionale cadette.
Ha disputato una stagione in Serie A2 nel 2005-06 con il Basket Alcamo. Passata a Priolo Gargallo, ha esordito in Serie A1 nel 2006-07. Fa parte della prima squadra, malgrado la sua giovane età.
Il 4 novembre 2010 torna ad Alcamo, in A2, per sostituire l'infortunata Elena Bandini. Con la società trapanese ottiene la promozione in A1 al termine dei play-off rivestendo un ruolo da protagonista dopo vari anni da comprimaria a Priolo.

### Nazionale
Nel 2007 entra a far parte dell'Italia under 18, con la quale partecipa all'Europeo che si disputa in Serbia. L'Italia giunge ottava, la Milazzo ha una media di 1,8 punti in 11,5 minuti. Due anni dopo è ancora in squadra, con un ruolo di maggiore importanza: 4,6 punti in 22,3 minuti nell'Italia Under-18 che si classifica decima all'Europeo in Svezia.
Il commissario tecnico Nino Molino la convoca per il raduno della Nazionale Under-20 nel giugno 2010 e la inserisce quindi nel roster che prende parte all'Europeo in Lettonia.

## Statistiche

### Presenze e punti nei club
Statistiche aggiornate al 31 maggio 2010
| Stagione        | Squadra                         | Competizione | Partite | Partite | Partite | Statistiche tiro | Statistiche tiro | Statistiche tiro | Altre statistiche | Altre statistiche | Altre statistiche | Altre statistiche | Altre statistiche |
| Stagione        | Squadra                         | Competizione | Pres.   | Titol.  | Minuti  | Tiri da 2        | Tiri da 3        | Liberi           | Rimb.             | Assist            | Rubate            | Stopp.            | Punti             |
| --------------- | ------------------------------- | ------------ | ------- | ------- | ------- | ---------------- | ---------------- | ---------------- | ----------------- | ----------------- | ----------------- | ----------------- | ----------------- |
| 2005-2006       | Basket Alcamo                   | Serie A2     | 23      | 0       | 204     | 9/30             | 3/6              | 7/9              | 15                | 6                 | 28                | 0                 | 34                |
| 2006-2007       | Trogylos Priolo                 | Serie A1     | 22      | 2       | 326     | 14/33            | 5/26             | 8/11             | 23                | 15                | 11                | 0                 | 51                |
| 2007-2008       | Acer Priolo                     | Serie A1     | 17      | 0       | 168     | 11/26            | 5/11             | 1/2              | 14                | 5                 | 12                | 0                 | 38                |
| 2008-2009       | Acer Priolo                     | Serie A1     | 23      | 0       | 284     | 10/30            | 2/9              | 5/7              | 20                | 14                | 13                | 0                 | 31                |
| 2009-2010       | Erg Power&Gas Priolo            | Serie A1     | 21      | 1       | 190     | 6/20             | 4/6              | 10/12            | 15                | 7                 | 5                 | 0                 | 34                |
| '10-nov. '10    | Erg Priolo                      | Serie A1     | 2       | 0       | 5       | 0/2              | 0                | 0                | 2                 | 0                 | 0                 | 0                 | 0                 |
| nov. '10-'11    | Gea Magazzini Alcamo            | Serie A2     | 28      | 1       | 495     | 35/83            | 9/24             | 9/14             | 58                | 19                | 30                | 0                 | 106               |
| 2011-2012       | RomaSistemi So.Se.Pharm Pomezia | Serie A2     | 28      | 15      | 687     | 43/99            | 3/19             | 29/41            | 75                | 7                 | 34                | 0                 | 124               |
| Totale carriera |                                 |              |         |         |         |                  |                  |                  |                   |                   |                   |                   |                   |

## Palmarès
- Promozioni dalla Serie A2 alla Serie A1: 1
Basket Alcamo: 2010-2011